# Arthur Rhode
Arthur Carl Theodor Rhode (* 13. Dezember 1868 in Podzamcze, Provinz Posen (Südposen); † 23. Juni 1967 in Woltorf) war ein deutscher evangelischer Theologe und Historiker.
Rhode, ein Sohn des Polizeidistriktskommissars Heinrich Rhode (1836–1886), studierte nach dem Abitur in Ostrowo in Breslau Evangelische Theologie. Sein Vikariat absolvierte er im wirtschaftlich schwachen Südteil der zu Preußen gehörenden Kirchenprovinz Posen. Als Pastor in Ostrowo gründete er 1903 eine Zeitschrift (Posener Heimatgrüsse) und 1905 eine Hilfsorganisation für deutschstämmige Aus- und Rückwanderer. 1916 wurde er Superintendent des Kirchenkreises Schildberg. 1919 wurde er mehrfach von polnischen Behörden verhaftet und interniert. Dennoch blieb er in der Polnischen Republik und übernahm im Oktober 1920 ein Pfarramt an der Christuskirche in Posen, verbunden mit dem Amt des Superintendenten des Kirchenkreises Posen I. Nebenamtlich fungierte er ab 1921 auch als Dozent für Altes Testament und Kirchengeschichte an der Theologischen Schule in Posen, einer Ausbildungsstätte der nach der Abtrennung von Preußen 1920 gegründeten Unierten Evangelischen Kirche in Polen. Von 1922 bis 1940 gab er die Monatsschrift Posener Evangelisches Kirchenblatt heraus. Als Vertreter der deutschen Minderheit im Posener Land wurde Rhode im September 1939 erneut von den polnischen Behörden verhaftet. 1942 trat er in den Ruhestand, 1945 flüchtete er nach Deutschland.
Die Theologische Fakultät der Universität Tübingen verlieh Rhode 1931 die Ehrendoktorwürde. Zu seinem 90. Geburtstag wurde er durch eine Festschrift geehrt.
Der Historiker Gotthold Rhode war sein Sohn.

## Publikationen (Auswahl)
- Die evangelischen Deutschen in Russisch-Polen, ihr drohender Untergang und die Möglichkeit ihrer Rettung. Ebbecke, Lissa i. P. 1906
- Bei den Mariaviten. Eindrücke von einer neuen romfreien katholischen Kirche. Runge, Lichterfelde-Berlin 1911 Digitalisat
- Festschrift zum 25jährigen Bestehen der evangelischen Kirchen Posen-Lazarus und Posen-Wilda, der Christuskirche und der Matthäikirche. [s. l.] : [s. n.]Poznań [Posen] ( : Papierodruk), 1932
- Geschichte der Evangelischen Kirche im Posener Lande (= Marburger Ostforschungen Bd. 4). Holzner, Würzburg 1956.
- Geschichte der evangelischen Kirche im Posener Lande. Holzner, Würzburg 1956.
- Ein Wegweiser der ältesten polnischen Ostpolitik: Bruno von Querfurt (970–1009). In: Kurt Lück, Viktor Kauder: Deutsch-Polnische Nachbarschaft. Lebensbilder deutscher Helfer in Polen (= Veröffentlichungen des Göttinger Arbeitskreises, 178). Holzner Verlag, Würzburg 1957.
- Beiträge zur Geschichte der Evangelisch-unierten Kirche in Polen. [Gemeinschaft Evang. Posener], Hannover 1981
- Die Evangelische Kirche in Posen und Pommerellen: Erfahrungen und Erlebnisse in drei Jahrzehnten 1914–1945. Gemeinschaft Evangelischer Posener (Hilfskomitee) e.V. „Posener Stimmen“ Lüneburg, 1984[1]
- Erinnerungen an die Kriegszeit in der Provinz Posen 1914–1920. Martin-Opitz-Bibliothek, Herne 2003.
- Schildberger Erinnerungen. Poznański Klub Towarzystwa Przyjaciół Ziemi Ostrzeszowskiej, Poznań 2004.
- Adelnauer Erinnerungen. Biblioteka Publiczna im. Stefana Rowińskiego, Ostrów Wielkopolski 2017.
- Ostrowoer Erinnerungen. Biblioteka Publiczna im. Stefana Rowińskiego, Ostrów Wielkopolski 2017.